# Nuytsia (revista)
Nuytsia es una revista institucional publicada por el herbario Western Australian Herbarium. Publica los informes  en botánica sistemática, dando preferencia a los informes relacionados con la flora de "Australia occidental". Casi el veinte por ciento de los taxones de la Flora de Australia occidental se han publicado en Nuytsia. El primer número fue  publicado en 1970, y desde entonces han publicado cada año entre cero y dos ediciones. 
El editor es Kevin Thiele, un científico investigador del  herbario.
Nuytsia tiene este nombre por el género monoespecífico Nuytsia, cuya única especie es Nuytsia floribunda, conocida en su zona de origen como "Western Australian Christmas tree".